# تین ناد بچوو
تین ناد بچوو (به چکی: Týn nad Bečvou) یک منطقهٔ مسکونی در جمهوری چک است که در Přerov District واقع شده‌است.

## خصوصیات
تین ناد بچوو ۱۱٫۹۹ کیلومترمربع مساحت و ۸۹۲ نفر جمعیت دارد و ۲۳۸ متر بالاتر از سطح دریا واقع شده‌است.